# Antonio Gai

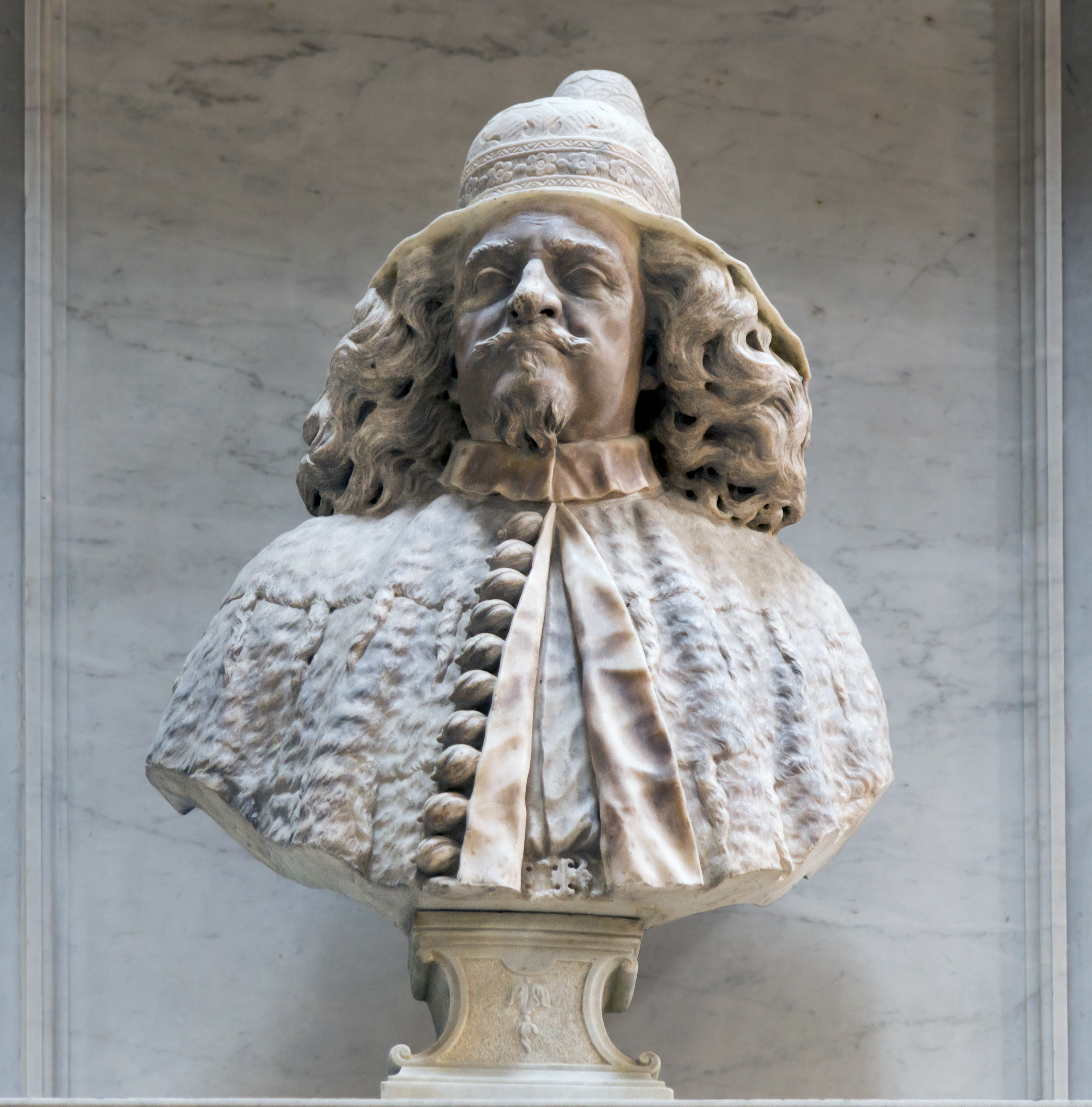
Doge Nicolo Sagredo, sur son monument à San Francesco della Vigna, Venise

Antonio Gai (Venise, 3 mai 1686 - 4 juin 1769) est un sculpteur italien, actif dans sa Venise natale et en Vénétie à la fin du baroque. Artiste assidu et raffiné, il a laissé de nombreuses œuvres à thème sacré et profane pour les églises et palais vénitiens et les villas du continent.

## Biographie
Antonio Gai nait le 3 mai 1686 dans la paroisse de San Michele Arcangelo, fils de Fiorina et Francesco, un modeste sculpteur. Tommaso Temanza indique qu'il se forme dans l'atelier d'Ottavio Calderon, un sculpteur sur bois, à partir de 1696-97. Il est encore apprenti en 1710 lorsqu'il épouse Lucia ; en 1716, il est désigné comme « capo maestro » (« maître en chef »).
Antonio Gai commence alors son activité de sculpteur, mais il ne reste aucune œuvre de cette première période à l'exception des « ornements de sculpture » identifiables aux décors de certains cabinets de la Biblioteca Marciana datant des années 1720 et 1730.
Il n'aborde la taille de la pierre qu'en 1720  Les premières œuvres de ce genre sont les statues et les vases de la villa Dolfin à Carpenedo, aujourd'hui démolie, qui ont disparu. Gai accepte la commande alors qu'il est encore qualifié de tailleur, le Collège des sculpteurs n'étant créé qu'en 1724 ; il peut terminer l'œuvre grâce à une dispense du prieur de l'association, Giuseppe Torretto. Il passe l'examen pour entrer officiellement au Collège en 1727.
En 1726, il crée le Capitello delle Nazioni (ou dei Popoli) pour le palais des Doges sur le modèle d'un original datant du XIVe siècle.

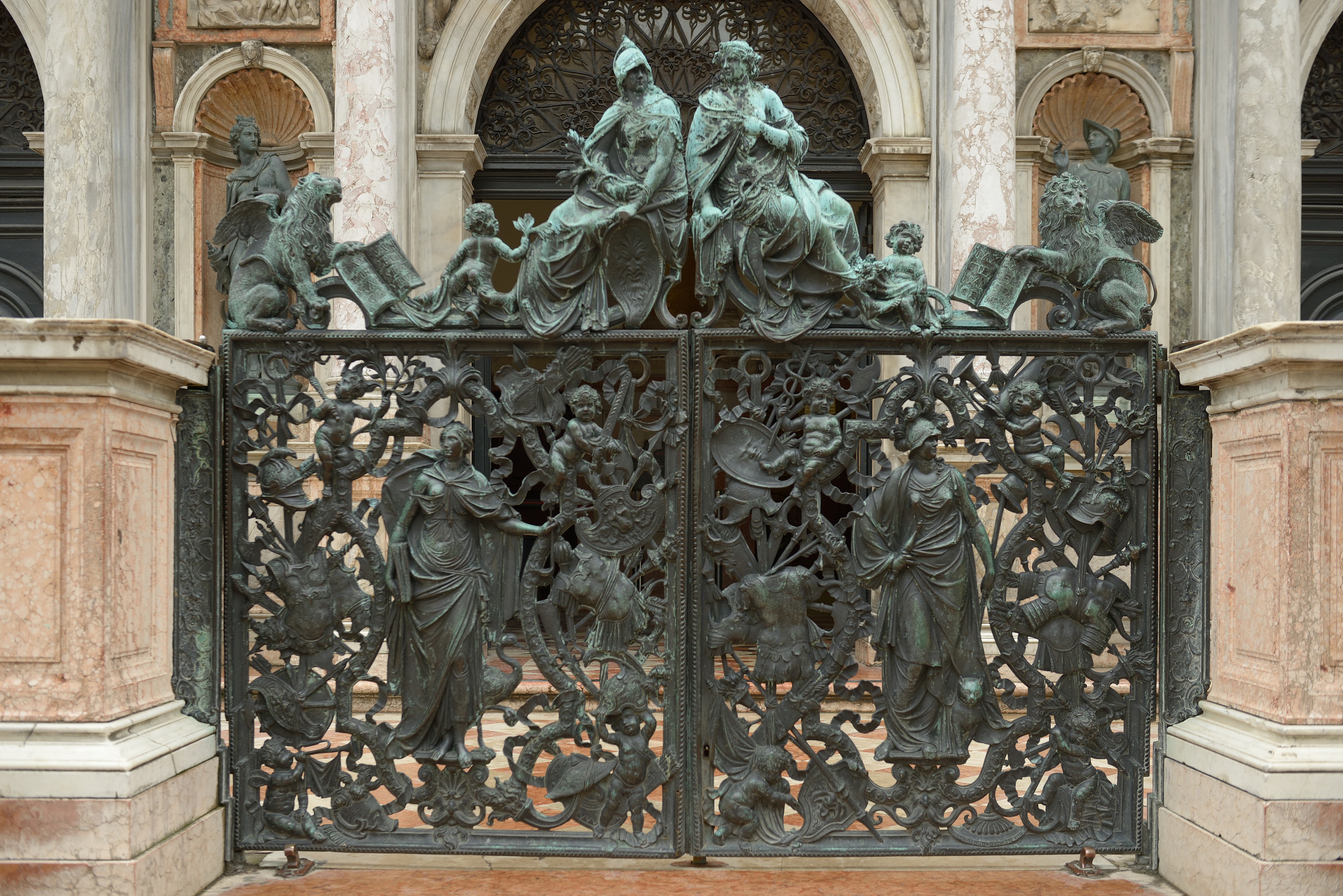
Portes en bronze de la Loggietta sur la place Saint-Marc.

En 1733, Antonio est chargé de réaliser les portes en bronze de la loggetta de Sansovino du campanile de Saint-Marc sur la place Saint-Marc à Venise, qui est fermée au public à cette époque pour des raisons d'hygiène. Les œuvres, signées « Ant. Gai et filii », témoignent qu'il commence à s'associer avec ses fils Francesco et Giovanni. Cette commande accroit son prestige : apprécié du suédois Carl Gustaf Tessin, qui l'appelle « demi Michelange » et dit qu'il est le seul sculpteur vénitien digne d'être mentionné, il travaille également pour le marché anglais grâce à la médiation de Joseph Smith, banquier et collectionneur, puis consul à Venise. Il se spécialise dans la création de sujets classiques, abandonnant le style baroque tardif qui le distinguait les années précédentes.
En 1738, avec Giovanni Battista Piazzetta, Giambattista Tiepolo et Pietro Longhi, il est membre d'une commission d'évaluation de l'héritage artistique laissé par Gherardo Sagredo. Dans ce cas également, Gai préfère les pièces de « style ancien », ainsi que celles d'Antonio Corradini et de Josse le Court.
Vers 1738, il crée les allégories de la Vue et de l'Ouïe pour l'escalier de la Villa Giovanelli à Noventa Padovana, des œuvres exemplaires qui témoignent de la maturité artistique de l'artiste, soucieux de poser les figures sur des règles géométriques et diagonales virtuelles.
Vers 1740, il semble avoir sa résidence et son atelier dans la paroisse de San Bartolomeo, où il reste jusqu'à sa mort ; il possède également une maison et un terrain à Dolo.
Lors de la fête de la Sensa de 1743, il expose deux triomphes perdus avec les Histoires de Judith et Holopherne. Il réalise également deux monuments (1743) dans la chapelle de la famille Sagredo, une statue d'Alvise Sagredo et le tombeau du doge Nicolò Sagredo dans l'église San Francesco della Vigna . En 1749, les procureurs de Saint-Marc lui commandent des panneaux avec des angelots sur des trophées pour l'agrandissement de la Loggetta.
Au début des années 1750, il réalise des statues du maître-autel de la basilique Saint-Marc, ainsi que d'un bassin placé dans la sacristie de la basilique en 1751. Peu de temps après, il sculpte un précieux Saint Marc pour l'église de la Pietà, placé à une extrémité de l'autel principal (à l'autre, il y a un Saint Pierre de Giovanni Marchiori).
Il réalise les statues des allégories de la Foi et de la Force pour l'église San Vidal à Venise, Les Saints Pierre et Paul pour l'église paroissiale de Scaltenigo, un Saint Charles Borromée sur le tympan de l'église de Mira Vecchia (initialement il se tenait devant le bâtiment), les Cherubini de l'autel de la Circoncision de Sant'Antonio à Rovigo, un bas-relief avec Le Christ dans le jardin dans l'église paroissiale de Dolo (autrefois dans une collection privée) et, enfin, plusieurs statues pour l'église Saint-Antoine abbé (Udine). Les deux Anges de l'église San Simeone Profeta et la Foi de l'église San Giovanni in Bragora ont été perdus.
Entre-temps, Antonio Gai travaille pour de nombreuses résidences patriciennes, à la fois des palais de la ville et des villas du continent. Vers le milieu des années suivantes, il crée les Quatre Saisons pour le jardin du Palazzo Vecchia-Romanelli à Vicence (actuellement dans le parc Querini). Il sculpte plusieurs œuvres avec Giuseppe Torretto pour la Villa Soderini à Nervesa della Battaglia, mais seuls deux vases seulement restent aujourd'hui conservés à la Villa Sicher-Barnabò à Arcade.

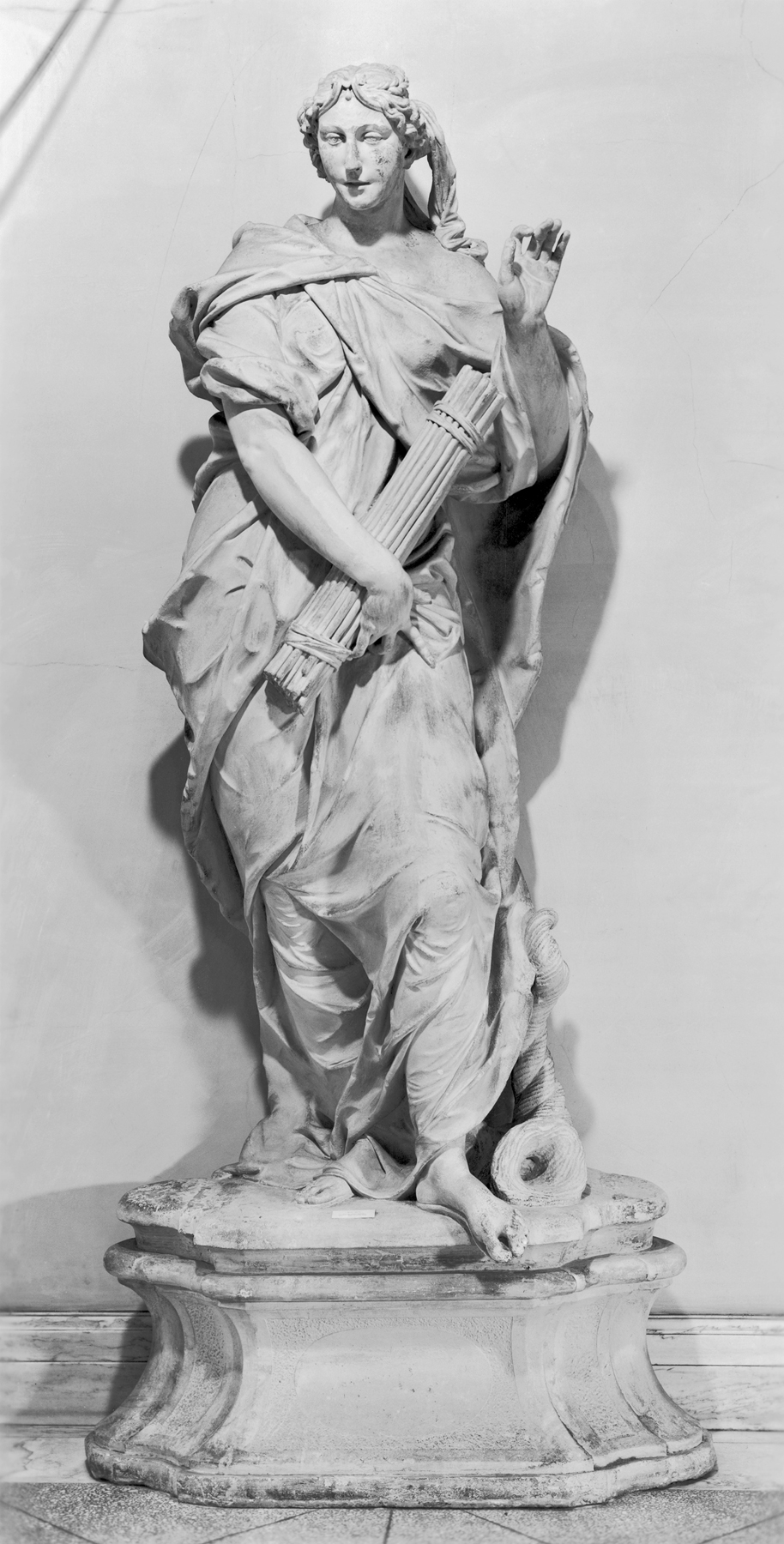
Allégorie de l'harmonie et de la paix, anciennement au Palazzo Pisani, maintenant au Walters Art Museum de Baltimore.

La plupart de ses œuvres se trouvent le long de la Riviera del Brenta, principalement à Mira Vecchia, Fiesso d'Artico et surtout Stra, où il réalise des œuvres pour la célèbre villa Pisani, la villa Giovanelli à Noventa Padovana et, peut-être, pour « La Barbariga ». Pour le palais Pisani de San Vidal (aujourd'hui conservatoire Benedetto Marcello de Venise), il sculpte des statues allégoriques ; une seule est restée à son emplacement d'origine, les quatre autres sont actuellement conservés au Walters Art Museum de Baltimore.
Le 13 février 1756, l'académie des beaux-arts de Venise est fondée et Antonio Gai est l'un des trente-six artistes qui forment le premier groupe d'enseignants. En 1764, il est nommé président de l'institution.
En 1765, il reçoit la commande de deux des sept statues qui auraient orné la nouvelle façade de l'église Saint-Roch de Venise (une de Saint Laurent Justinien et une de Beato Grégoire Barbarigo), même si le vieux sculpteur délègue désormais les commandes à ses fils Francesco et Giovanni, se consacrant exclusivement aux tâches bureaucratiques.
Il s'est remarié - apparemment poussé par des pressions extérieures - avec une certaine Antonia en 1767. Quelques mois plus tard, il fait son testament, confiant l'atelier à ses enfants. Il meurt deux ans plus tard dans sa maison de San Bartolomeo.